# Strighari
Strighari é uma frazione do comune de San Cosmo Albanese, província de Cosenza, Itália. Seus habitantes são majoritariamente de etnia arbëreshë